# Испытуемый
Испыту́емый — участник эксперимента в психологии и других отраслях науки. В психолингвистике, этот термин — в отличие от информанта — предполагает, что собирается ещё и информация о носителе языка как языковой и речевой личности. Испытуемые могут быть специально отобраны для эксперимента, либо же являться имеющимися в наличии представителями изучаемой популяции.
При участии в психологических экспериментах мотивация испытуемого может оказывать существенное влияние на ход и результаты эксперимента. Выделяются три вида мотивации испытуемого в выполнению заданий экспериментатора: чувство долга перед экспериментатором; честолюбие, стремления «показать себя»; заинтересованность самим заданием
Для участия испытуемых в психологическом эксперименте, в клиническом исследовании, или других видах экспериментов над людьми может требоваться информированное добровольное согласие.